# His and Her Christmas
His and Her Christmas es una película para televisión de 2005 dirigida por Farhad Mann y protagonizada por Dina Meyer y David Sutcliffe. Se emitió por primera vez el 19 de diciembre de 2005 en Lifetime. 

## Argumento
La película presenta la rivalidad entre dos periódicos del Área de la Bahía de San Francisco y sus principales escritores, los cuales son solteros, y sus relaciones con sus amigos y familiares, tratando constantemente de establecer una relación con esa persona especial.
Tom Lane es el columnista estrella del ficticio San Francisco Sun, un periódico propiedad de un conglomerado de medios. Los propietarios de The Sun están pensando en aumentar la exposición de Tom produciendo un nuevo programa de televisión a su alrededor. Mientras tanto, Liz Madison es la columnista de consejos del Marin County Voice, un pequeño periódico comunitario que es un retroceso a tiempos más tranquilos, pero que lucha con la circulación.
El 2 de noviembre, el personal de Voice se entera de que la propiedad de Sun compró su periódico, con el probable objetivo de incorporarlo a las operaciones de The Sun, lo que significa que el personal de Voice perderá sus trabajos.
Para contraatacar, Liz decide cambiar su columna a un editorial, exponiendo el significado de la Navidad y la Voz a la comunidad. La actitud enérgica y entretenida de Liz de su nueva columna da como resultado que la Voz aumente su circulación, tanto que los propietarios de Sun tienen dudas sobre la posibilidad de plegarla.
Sin embargo, mantener la Voz en circulación, a su vez, pondría en peligro el nuevo programa de televisión de Tom. Para proteger el avance de su carrera, Tom decide escribir una columna de contrapunto a la de Liz, la suya sobre inculcar algo de practicidad a la Navidad.
Las columnas en competencia se convierten en una batalla personal para los dos columnistas. Pero mientras Tom y Liz se odian mutuamente, sus respectivos amigos intentan convencerlos del viejo adagio de que existe una delgada línea entre el amor y el odio.

## Reparto
- Dina Meyer como Liz Madison.
- David Sutcliffe como Tom Lane.
- April Telek como Sarah.
- Kyle Cassie como Elliott.
- Paula Devicq como Vicki Shaw.
- Alistair Abell como Nick.
- Alexia Fast como Jacqui.
- Scott Swanson como Billingsley.
- Tony Alcantar como Hayden.
- Garry Chalk como Anthony Shephard.